# Одішелідзе Ілля Зурабович

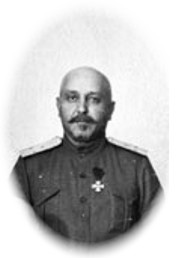
Ілля Зурабович
Одішелідзе
(1865—1924)

Одішелідзе Ілля Зурабович (25.03.1865 — 1924) — російський і грузинський воєначальник, генерал-лейтенант російської армії, генерал від інфантерії грузинської армії.

## Життєпис
Закінчив Тифліський кадетський корпус. У 1887 році закінчив Олександрівське військове училище.
У 1894 році закінчив Миколаївську академію Генерального штабу за першим розрядом з призначенням у Кавказький військовий округ. З 4 серпня 1895 — старший ад'ютант штабу 2-ї Кавказької козачої дивізії.
З 1 листопада 1896 — цензове командування ротою у 2-му Кавказькому стрілецькому батальйоні.
З 23 вересня 1897 — Начальник стройового відділу штабу Усть-Двінський фортеці.
З 28 вересня 1900 — Начальник штабу Усть-Двінський фортеці.
З 31 липня 1902 — Штаб-офіцер при управлінні 6-ї Східно-Сибірської стрілецької бригади.
З 24 лютого 1904 — і. д. начальника штабу 6-ї Східно-Сибірської стрілецької дивізії. Учасник російсько-японської війни.
З 22 вересня 1904 — і. д. начальника штабу 3-ї Східно-Сибірської стрілецької дивізії.
З 11 березня 1906 — Командир 3-го Східно-Сибірського стрілецького полку.
З 31 липня 1907 — Командир 11-го Східно-Сибірського стрілецького полку.
З 30 жовтня 1909 — Генерал для доручень при командуючому військами Туркестанського військового округу.
З 9 листопада 1911 — Військовий губернатор Самаркандської області.
З 9 січня 1914 — Начальник штабу Туркестанського військового округу.
З 11 жовтня 1914 — генерал-лейтенант.
З 13 жовтня 1914 — начальник штабу 10-ї армії генерала Ф. В. Сіверса.
З 23 грудня 1914 — начальник штабу 1-ї армії генерала А. І. Літвінова.
З 16 січня 1917 року — командир 15-го армійського корпусу.
З 12 по 24 квітня 1917 — командувач 1-ю армією.
З 12 вересня по 9 жовтня 1917 — командувач 3-ю армією.
З 2 жовтня 1917 — Командувач Кавказькою армією.
У лютому 1918 намагався організувати опір турецьким військам. Помічник військового міністра Закавказької республіки. У квітні 1918 року знятий з посади на вимогу представників Вірменії за націоналістичні виступи.
4 червня 1918 — у чині генерала від інфантерії був членом делегації Грузинської республіки при підписанні договору з Туреччиною.
З 1919 обіймав вищі командні пости у грузинській армії. У 1920 — другий помічник військового міністра Грузії.
Восени 1920 — головнокомандувач грузинською армією.
Після поразки республіки виїхав до Константинополя, де помер в 1924.

## Родина
Син Олександр — полковник грузинської армії. Емігрував до Франції, де у 1933 покінчив життя самогубством.
Молодший син Георгій (1899—1970) — курсант Тифліського кадетського корпусу. Воював проти радянської армії у 1921. Емігрував до Франції, вступив до Іноземного Легіону. Брав участь у Другій світовій війні.

## Нагороди
- Золота зброя (29.03.1905)
- Орден Святого Георгія IV ступеня (1907)
- Орден Святого Станіслава I ступеня (06.12.1912).
- Орден Святої Анни II ступеня з мечами (1906)
- Орден Святого Станіслава III ступеня (1902)
- Орден Святого Володимира IV ступеня з мечами та бантом (1905)
- Орден Святої Анни III ступеня з мечами та бантом (1905)
- Орден Святого Володимира III ступеня з мечами (1905)